# Sheldon (New York)
Pour les articles homonymes, voir Sheldon.
Sheldon est une ville située dans le comté de Wyoming, dans l'État de New York. La population était de 2 409 habitants au recensement de 2010.

## Géographie
Selon le Bureau du recensement des États-Unis, la ville a une superficie totale de 123 km2 dont 123 km2 de terres et 0,10 km2 (0,06 %) d'eau.